# ناحیه لیبرتی، شهرستان کارول، آرکانزاس
ناحیه لیبرتی، شهرستان کارول، آرکانزاس (به انگلیسی: Liberty Township) یک منطقهٔ مسکونی در ایالات متحده آمریکا است که در شهرستان کرول، آرکانزاس واقع شده‌است. ناحیه لیبرتی ۱۵۸ نفر جمعیت دارد.